# Abadia de Flavigny
L'Abadia de Flavigny és un antic monestir benedictí, actualment ocupat pels Dominics, situat a Flavigny-sur-Ozerain, al departament de Côte-d'Or, a la regió de Borgonya-Franc Comtat, França.

## Benedictins

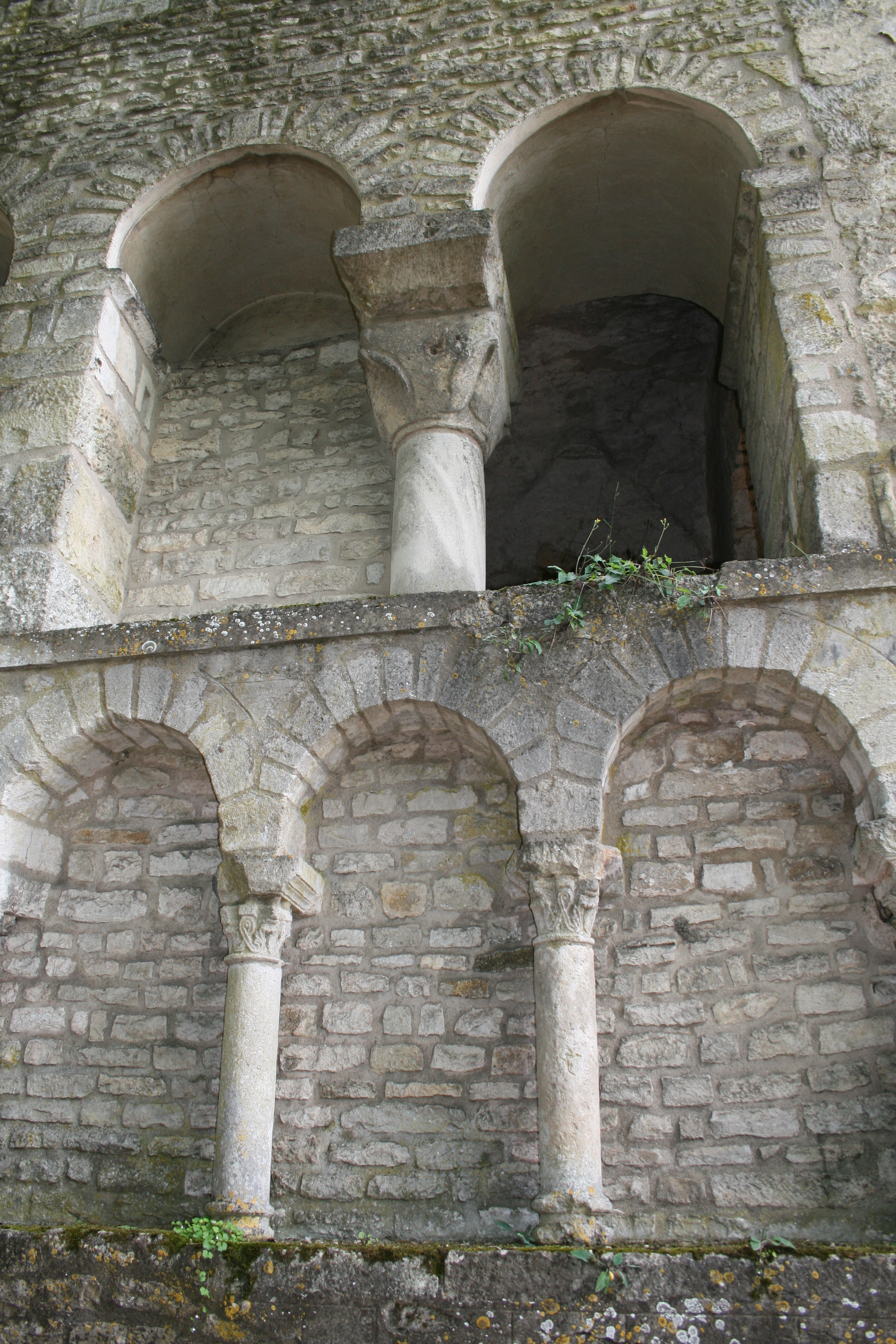
Cripta carolíngia

El monestir va ser fundat l'any 717 per Widerad. Segons els autors de la Gallia Christiana la nova abadia, posada inicialment sota el patronatge de Sant Praejectus, o Priest, bisbe de Clermont i màrtir, va ser edificada en l'indret on hi havia una fundació monàstica antiga, del temps de Clodoveu. El papa Joan VIII dedicà la nova església cap a l'any 877, moment a partir del qual el patronatge de Sant Pere fou prevalent.
La fama de Flavigny es devia a les relíquies que preservava i a la pietat dels religiosos. El monestir assolí la seva màxima reputació en el segle viii, en temps de l'abat Manasses, que Carlemany autoritzà a fundar el monestir de Corbigny. Manasses transferí des de Volvic cap a Flavigny les relíquies de Sant Praejectus.
El monestir també es conservaven les relíquies de Santa Regina, decapitada a la ciutat d'Alise (anomenada des de llavors Alise-Sainte-Reine).
El monestir fou reconstruït en el segle xvii i ocupat per Benedictins de la Congregació de Sant Maur, que treballaren en recerca de documents històrics de l'abadia, però els seus treballs van desaparèixer durant la Revolució francesa, moment en què l'abadia va ser dissolta.

## Dominics
El la dècada de 1840 Jean-Baptiste Henri Lacordaire va reconstruir i restaurar les restes del monestir i part dels seus antics terrenys, i va establir-hi un priorat de l'Orde dels Dominics.